# بيع مباشر

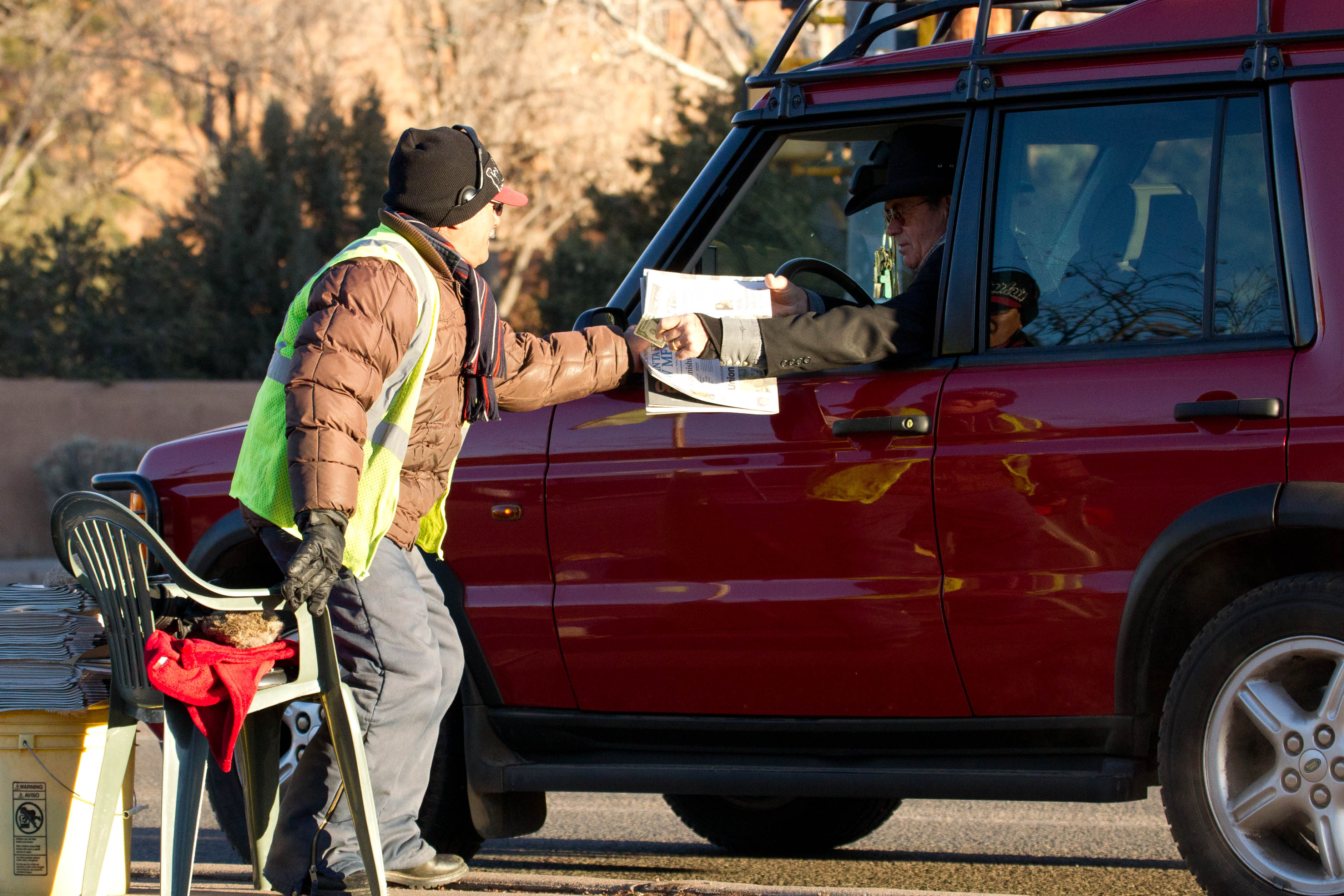
بائع صحف، نموذج للبيع المباشر

يتكون البيع المباشر من نموذجين تجاريين رئيسيين:
- التسويق أحادي المستوى، حيث يربح البائع المباشر المال عن طريق شراء المنتجات من المؤسسة الأم وبيعها مباشرة للعملاء
- التسويق متعدد المستويات (المعروف أيضًا باسم التسويق الشبكي أو التسويق الشخصي) حيث قد يربح البائع المباشر المال من المبيعات المباشرة للعملاء ومن خلال رعاية البائعين المباشرين الجدد وربما كسب عمولة من جهودهم.[1]

وفقًا للجنة التجارة الفيدرالية: «البيع المباشر هو مصطلح شامل يشمل مجموعة متنوعة من أشكال الأعمال القائمة على البيع من شخص لآخر في مواقع أخرى غير مؤسسة البيع بالتجزئة، مثل منصات التواصل الاجتماعي أو منزل مندوب المبيعات أو العميل المحتمل.»
يشمل البيع المباشر الحديث المبيعات التي تتم من خلال حفلات التسويق والعروض التوضيحية الفردية وترتيبات الاتصال الشخصية الأخرى بالإضافة إلى المبيعات عبر الإنترنت. عرّفت بعض المصادر البيع المباشر على أنه: «العرض الشخصي المباشر، والعرض التوضيحي، وبيع المنتجات والخدمات للمستهلكين، عادة في منازلهم أو في وظائفهم.»